# Vanderbilt
För andra betydelser, se Vanderbilt (olika betydelser).
Vanderbilt är en industrifamilj i USA med ursprung från Nederländerna.
En viktig person i familjen är industrimannen Cornelius Vanderbilt.

## Medlemmar i familjen
- Cornelius Vanderbilt II
- Cornelius Vanderbilt III
- Cornelius Vanderbilt IV
- George Washington Vanderbilt II (lät bygga det berömda Biltmore Estate)
- Gertrude Vanderbilt Whitney
- Gloria Vanderbilt
- James Vanderbilt (manusförfattare)
- Anderson Cooper
- William Henry Vanderbilt